# کاتنشتدت
کاتنشتدت (به آلمانی: Cattenstedt) یک منطقهٔ مسکونی در آلمان است که در بلنکنبورگ واقع شده‌است. کاتنشتدت ۷۲۰ نفر جمعیت دارد.